# Dammtjärnen (Naverstads socken, Bohuslän, 653111-126188)
Dammtjärnen är en sjö i Tanums kommun i Bohuslän och ingår i Enningdalsälvens huvudavrinningsområde.